# Рекультивація в окремих регіонах України
Рекультивація в окремих регіонах України
Рекультивація найчастіше і найактивніше проводиться в районах великомасштабного видобування корисних копалин — це вугільний Донбас, Львівсько-Волинський вугільний басейн, Кривий Ріг та Крим (видобуток залізної руди).
- У Донбасі успішно проводилися роботи по нівелюванню та озеленення териконів з метою усунення негативного їх впливу на навколишнє середовище (запилення, загоряння деяких відвалів та ін.).

- Іншим прикладами дуже виразної рекультивації можуть бути лісопосадки на місці відпрацьованих кар'єрів залізних руд в Криму, а також на Новоселівському кар'єрі кварцових пісків в Харківській області. Хоча в останньому випадку лісопосадки доцільно було б проводити поряд зі створенням тут природних водойм для рекреації.

- Відсутність ткриконів поблизу деяких вугільних шахт Львівсько-Волинського вугільного басейну — теж наслідок рекультиваційних заходів. У цьому випадку порода териконів використана для створення гребель на місцевих річках і як матеріал дорожнього покриття.

- Рекультивовані об'єкти в Кривому Розі, які стали частиною списку міських пам'яток є: кар'єр на Карачунах, найкрасивіший кар'єр на Зарічному, з бірюзовою водою, що нагадує блакитну лагуну десь високо в горах. Окрім затоплених кар'єрів у Кривому Розі є «гори». Цими рукотворними горами є: Петровський та Бурщицький відвали. На відвалах гірничо-збагачувальних комбінатів висаджують дерева, чагарники, траву та іншу рослинність для покращення екології та стану порушених земель.[1]

## Інтернет-ресурси
- Рекультивація порушених земель